# Дулевцы
Дулевцы — деревня в Волковысском районе на юго-западе Гродненской области Белоруссии. Входит в состав Росского сельсовета.

## Географическое положение
Располагается в 9 км от Росси, 24 км от Волковыска, 80 км от Гродно. Население 150 человек.
Площадь деревни — 52,55 га. В деревне три улицы: Садовая, Школьная и Сельская. Инфраструктуру составляют закрытая школа, закрытая столовая, дом культуры, магазин и почта.
В 1796 году принадлежала часовне Волповского костёла. В 1836 году — государственный деревня, 28 дворов, 197 жителей. На 1 января 2004 года — 118 дворов и 331 житель.

## Известные уроженцы
- Яремич, Фабиан Матвеевич, депутат Сейма Польши